# New Zealand Ice Hockey League

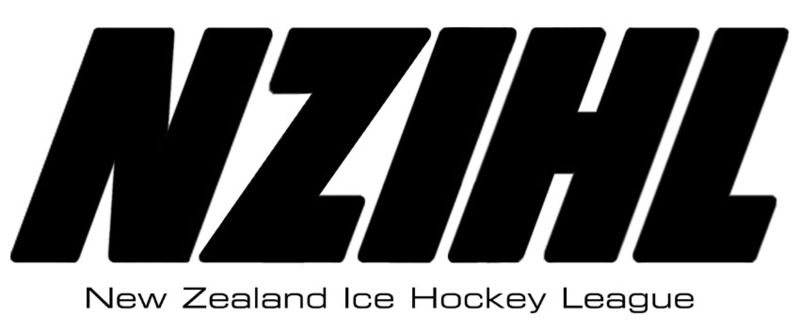
NZIHL logo

New Zealand Ice Hockey League (česky: Novozélandská liga ledního hokeje) je klubová soutěž v ledním hokeji na Novém Zélandu. Založena byla v roce 2005 Novozélandskou federací ledního hokeje s cílem rozvoje ledního hokeje v zemi a zvýšení jeho konkurenceschopnosti v mezinárodním měřítku. Jedná se o amatérskou soutěž. Mistr NZIHL je oceněn Birgel Cupem. V NZIHL v současné době soutěží šest týmů ze tří přidružených regionů, včetně tří týmů ze Severního ostrova a tří týmů z Jižního ostrova . Nejúspěšnějším týmem v historii NZIHL je Southern Stampede, který získal osm titulů NZIHL. Současný šampion je Southern Stampede (2023).

## Historie
Novozélandská liga ledního hokeje (NZIHL) byla zahájena v roce 2005, s týmy Canterbury Red Devils, West Auckland Admirals, Southern Stampede a South Auckland Swarm.
Před sezónou 2007 změnil South Auckland Swarm svůj název na Botany Swarm, aby se odlišil unikátnějším jménem od West Auckland Admirals. Jako domovské kluziště Botany Swarm bylo vybráno Botany Downs, které se nachází na předměstí Aucklandu v Avondale.
V roce 2008 se liga poprvé rozšířila o pátý tým. Dunedin Thunder se připojil k lize jako druhý tým z Otaga a spolu s Southern Stampede vytvořil první derby na jižním ostrově v lize. Southern Stampede se přemístil do Queenstownu a opustil Thunder.
Od roku 2016 se Southern Stampede jmenuje Skycity Stampede podle sponzora.
V roce 2021 se NZIHL podruhé rozšířila o přijetí třetího týmu se sídlem v Aucklandu do ligy Auckland Mako.

## Herní systém
Ligy se účastní šest klubů. Reprezentují tři regiony, v nichž se hokej na Novém Zélandu hraje - Auckland, Canterbury a jižní regiony.
V každém mužstvu musí být alespoň tři hráči, kteří mohou hrát v reprezentaci do 20 let a nejméně další dva hráči, kteří splňují podmínky k reprezentaci do 18 let. V jednom utkání může nastoupit nejvýše pět cizinců.
Liga se hraje v období chladnější poloviny roku na jižní polokouli - zpravidla od května do září. Dříve měla NZIHL od svého založení v roce 2005 řadu různých herních systémů. Základní sezóna sestává celkem ze 40 zápasů, přičemž každý z pěti hlavních týmů hraje 16 zápasů ve struktuře sezóny doma a venku. Každý tým hraje s každým týmem čtyřikrát, dvakrát doma a dvakrát venku. Šestý tým Auckland Mako, je vývojový tým U23, který hraje méně zápasů než zbývajících pět týmů kvůli rozmanitosti soupisky týmu. Auckland Mako hraje čtyři až deset zápasů za sezónu a není způsobilý pro finále NZIHL. Z tohoto důvodu se zápasy Auckland Mako nezapočítávají do pořadí NZIHL a hráčské statistiky se zaznamenávají odděleně od zbytku ligy.

### Playoff
Do roku 2017 hrály první dva týmy po základní části finále, které bylo do roku 2013 na jeden zápas. Od roku 2018 se týmy na druhém a třetím místě kvalifikují do semifinálové série. Vítěz semifinálové série postupuje do finálové série s vítězem základní části. Nejlepší tým hostí velkou finálovou sérii na svém domácím hřišti. Druhý tým hostí semifinálovou sérii na svém domácím hřišti. Hraje se na dva vítězné zápasy.

## Týmy
| Tým                    | Město        | Stadion                                                       | Kapacita | 1.Sezóna | Bývalá jména                       |
| ---------------------- | ------------ | ------------------------------------------------------------- | -------- | -------- | ---------------------------------- |
| West Auckland Admirals | Auckland     | Paradice Ice Skating - Avondale                               | 500      | 2005     |                                    |
| Botany Swarm           | Auckland     | Paradice Ice Skating - Botany                                 | 400      | 2005     | South Auckland Swarm (2005 - 2006) |
| Canterbury Red Devils  | Christchurch | Alpine Ice Sports Centre Christchurch                         | 700      | 2005     |                                    |
| Skycity Stampede       | Queenstown   | Queenstown Ice Arena                                          | 150      | 2005     | Southern Stampede (2005 - 2015)    |
| Phoenix Thunder        | Dunedin      | Zimní stadion Dunedin                                         | 1850     | 2008     | Dunedin Thunder (2005 - 2021)      |
| Auckland Mako          | Auckland     | Paradice Ice Skating - Botany Paradice Ice Skating - Avondale | 400 500  | 2021     |                                    |

## Seznam vítězů ligy
| Rok  | Vítěz                                                       | Poražený finalista                                          | Výsledek finále                                             | Místo finále                                                | Vítěz Premierships                                          | Druhý Premierships                                          |
| ---- | ----------------------------------------------------------- | ----------------------------------------------------------- | ----------------------------------------------------------- | ----------------------------------------------------------- | ----------------------------------------------------------- | ----------------------------------------------------------- |
| 2005 | Southern Stampede                                           | West Auckland Admirals                                      | 2-1, 6-3                                                    | Dunedin                                                     | Southern Stampede                                           | West Auckland Admirals                                      |
| 2006 | Southern Stampede                                           | South Auckland Swarm                                        | 3-3, 5-4                                                    | Botany Downs                                                | South Auckland Swarm                                        | Southern Stampede                                           |
| 2007 | Botany Swarm                                                | Canterbury Red Devils                                       | 7-0                                                         | Christchurch                                                | Canterbury Red Devils                                       | Botany Swarm                                                |
| 2008 | Botany Swarm                                                | Canterbury Red Devils                                       | 3-2                                                         | Christchurch                                                | Canterbury Red Devils                                       | Botany Swarm                                                |
| 2009 | Canterbury Red Devils                                       | Southern Stampede                                           | 5-4                                                         | Christchurch                                                | Canterbury Red Devils                                       | Southern Stampede                                           |
| 2010 | Botany Swarm                                                | West Auckland Admirals                                      | 3-1                                                         | Botany Downs                                                | Botany Swarm                                                | West Auckland Admirals                                      |
| 2011 | Botany Swarm                                                | Southern Stampede                                           | 5-3                                                         | Botany Downs                                                | Botany Swarm                                                | Southern Stampede                                           |
| 2012 | Canterbury Red Devils                                       | Southern Stampede                                           | 6-5 (prodl.)                                                | Queenstown                                                  | Southern Stampede                                           | Canterbury Red Devils                                       |
| 2013 | Canterbury Red Devils                                       | Dunedin Thunder                                             | 7-3                                                         | Dunedin                                                     | Dunedin Thunder                                             | Canterbury Red Devils                                       |
| 2014 | Canterbury Red Devils                                       | Dunedin Thunder                                             | 4-3, 14-6                                                   | Dunedin, Christchurch                                       | Canterbury Red Devils                                       | Dunedin Thunder                                             |
| 2015 | Southern Stampede                                           | Canterbury Red Devils                                       | 3-5, 4-3, 4-3                                               | Christchurch, Queenstown                                    | Southern Stampede                                           | Canterbury Red Devils                                       |
| 2016 | Skycity Stampede                                            | Canterbury Red Devils                                       | 6-2, 7-1                                                    | Christchurch, Queenstown                                    | Skycity Stampede                                            | Canterbury Red Devils                                       |
| 2017 | Skycity Stampede                                            | West Auckland Admirals                                      | 5-2, 5-2                                                    | Avondale, Queenstown                                        | Skycity Stampede                                            | West Auckland Admirals                                      |
| 2018 | West Auckland Admirals                                      | Skycity Stampede                                            | 5-4 (prodl.) , 2-1                                          | Avondale, Queenstown                                        | Skycity Stampede                                            | West Auckland Admirals                                      |
| 2019 | Skycity Stampede                                            | West Auckland Admirals                                      | 8-4, 6-2                                                    | Avondale, Queenstown                                        | Skycity Stampede                                            | Botany Swarm                                                |
| 2020 | Sezóny 2020 a 2021 byly zrušeny z důvodu pandemie covidu-19 | Sezóny 2020 a 2021 byly zrušeny z důvodu pandemie covidu-19 | Sezóny 2020 a 2021 byly zrušeny z důvodu pandemie covidu-19 | Sezóny 2020 a 2021 byly zrušeny z důvodu pandemie covidu-19 | Sezóny 2020 a 2021 byly zrušeny z důvodu pandemie covidu-19 | Sezóny 2020 a 2021 byly zrušeny z důvodu pandemie covidu-19 |
| 2021 | Sezóny 2020 a 2021 byly zrušeny z důvodu pandemie covidu-19 | Sezóny 2020 a 2021 byly zrušeny z důvodu pandemie covidu-19 | Sezóny 2020 a 2021 byly zrušeny z důvodu pandemie covidu-19 | Sezóny 2020 a 2021 byly zrušeny z důvodu pandemie covidu-19 | Sezóny 2020 a 2021 byly zrušeny z důvodu pandemie covidu-19 | Sezóny 2020 a 2021 byly zrušeny z důvodu pandemie covidu-19 |
| 2022 | Skycity Stampede                                            | West Auckland Admirals                                      | 4-3, 2-1                                                    | Queenstown, Avondale                                        | West Auckland Admirals                                      | Skycity Stampede                                            |
| 2023 | Skycity Stampede                                            | Botany Swarm                                                | 5-2, 6-5                                                    | Botany Downs, Queenstown                                    | Skycity Stampede                                            | Botany Swarm                                                |

## Počty titulů
| Počet titulů | Klub                   | Rok zisku titulů                               | Poražený finalista           | Vítěz Premierships                             |
| ------------ | ---------------------- | ---------------------------------------------- | ---------------------------- | ---------------------------------------------- |
| 8            | Skycity Stampede       | 2005, 2006, 2015, 2016, 2017, 2019, 2022, 2023 | 2009, 2011, 2012, 2018       | 2005, 2012, 2015, 2016, 2017, 2018, 2019, 2023 |
| 4            | Botany Swarm           | 2007, 2008, 2010, 2011                         | 2023                         | 2010, 2011                                     |
| 4            | Canterbury Red Devils  | 2009, 2012, 2013, 2014                         | 2007, 2008, 2015, 2016       | 2007, 2008, 2009, 2014                         |
| 1            | West Auckland Admirals | 2018                                           | 2005, 2010, 2017, 2019, 2022 | 2022                                           |
|              | Dunedin Thunder        |                                                | 2013, 2014                   | 2013                                           |